# Пантаевка
Пантаевка (укр. Пантаївка) — посёлок, центр Пантаевской поселковой общины Александрийского района Кировоградской области Украины.

## История
Являлась селом Светлопольской волости Александрийского уезда Херсонской губернии Российской империи.
В ходе Великой Отечественной войны селение было оккупировано немецкими войсками.
10 февраля 1960 года село Пантаевка и посёлок Новое Життя были объединены в посёлок городского типа Пантаевка.
В середине 1970-х годов основой экономики посёлка являлась добыча угля.
В январе 1989 года численность населения составляла 3421 человек.
По состоянию на 1 января 2013 года численность населения составляла 2733 человека.

## Транспорт
Железнодорожная станция на линии Кременчуг — Знаменка.